# Baambrugge Westzijds
Baambrugge Westzijds was een klein waterschap in de Nederlandse provincie Utrecht in de gemeente Abcoude. Het was in 1964 gevormd uit de voormalige waterschappen: 
1. De Winkel (polder)
2. Donkervliet
3. Hoog- en Groenland
4. Roodemolen